# Сюсюкин, Василий Иванович
Васи́лий Ива́нович Сюсю́кин (1 [14] января 1913, Михайловка, Саратовская губерния — 25 июня 1995, Волгоград) — старшина Красной армии; участник Великой Отечественной войны и полный кавалер ордена Славы.

## Биография
Родился 1 января 1913 года в селе Михайловка (ныне Ольховский район, Волгоградская область) в казацкой семье (по другим данным: в крестьянской семье). По национальности — русский. После окончания 5 классов средней школы, начал работать в колхозе. В 1932 году переехал в Сталинград, где работал рабочим и слесарем на судостроительном и кирпичном заводах.
В августе 1942 года добровольно вступил в Красную армию. Служил в сапёрном батальоне 15-й гвардейской стрелковой дивизии, которая находилась на южном оборонительном рубеже Сталинграда. В составе этого батальона участвовал в обороне Сталинграда. За неоднократное выполнение ответственных заданий командования, Василий Сюсюкин был награждён нагрудным знаком «Отличный сапёр».
13 ноября 1942 года Василий Сюсюкин под вражеским огнём и за короткий период времени сумел установить 113 мин. 19 ноября того же года Василий Сюсюкин сумел проделать проходы в минных полях противника, при этом обезвредив 99 вражеских мин под вражеским огнём. При столкновении с группой немецких солдат, Василий Сюсюкин смог взять одного из них в плен и уничтожить ещё двоих. В ходе дальнейших боёв Василием Сюсюскиным было обезврежено 30 мин натяжного действия, что обеспечило проход советской пехоты через минное поле противника. С 12 по 22 декабря 1942 года Василий Сюсюкин установил свыше 400 мин различных типов. Был представлен к награждению орденом Красной Звезды. Однако 31 декабря 1942 года был награждён медалью «За боевые заслуги».
После победы советских войск в Сталинградской битве дивизия, в которой служил Сюсюкин была переведена на Воронежский фронт. Начиная с 20 марта 1943 года дивизия вела ожесточённые бои близ Волчанска. Участвовал в Курской битве в звании сержанта и в должности командира отделения сапёров.
10 июля 1943 года близ села Новотроевка (Корочанский район, Белгородская область), когда танки противника прорвались в лес, группа минёров под Василия Сюсюкина установила около 30 противотанковых мин. Противник это заметил и открыл огонь, но танки всё же не сумели пройти дальше. В ходе дальнейших боёв лично установил 220 противотанковых мин. 3 августа 1943 года был награждён медалью «За отвагу».
Участвовал в освобождении Харькова и Кривого Рога. В 1943 году вступил в ВКП (б).
4 февраля 1944 года близ села Кодак (ныне Софиевский район, Днепропетровская область, Украина) старший сержант Василий Сюсюкин вместе с двумя солдатами под огнём противника разминировал минное поле, при этом лично обезвредил около 80 противотанковых мин. 17 февраля в ходе отражения вражеской контратаки близ села Высокое Поле (Криворожский район, Днепропетровская область) Василий Сюсюкин вместе со своим отделением заминировал танкоопасное направление, было установлено 103 противотанковых мины. 21 марта 1944 года был награждён орденом Славы 3-й степени.
В период с 15 по 17 апреля 1944 года во время форсирования Днепра сержантом Сюсюкиным было переправлено на правый берег реки 180 солдат и материальная часть 50-го гвардейского стрелкового полка. 24 февраля того же года в ходе переправы боеприпасов была пробита лодка, на которой переправлялся Сюсюкин, но он сумел спасти троих сапёров и доставил боеприпасы. 6 мая 1944 года был награждён орденом Красной Звезды.
В июне 1944 года 15-я гвардейская дивизия переведена в резерв Ставки Верховного Главнокомандования. В августе того же года Сюсюкин участвовал в боях за расширение и удержание Сандамирского плацдарма. С января по февраль 1945 года 15-я гвардейская дивизия участвовала в Сандомирсой операции.
12 января 1945 года во время начала боя близ города Буско-Здруй (Польша) старший сержант Василий Сюсюкин вместе со своим отделением проделали три прохода на минных полях для танков и четыре прохода для пехоты. При этом было обезврежено 98 противопехотных мин и 15 противотанковых мин. 14 января во время преследования отступающего противника Василий Сюсюкин уничтожил вражеский ДЗОТ, что обеспечило продвижение советских частей. 16 января, во время разведки подступов к реке Нида Василий Сюсюкин наткнулся на группу вражеских разведчиков. Во время завязавшегося боя Сюсюкин лично уничтожил двоих солдат противника и после боя определил брод и обозначил его. 3 февраля 1945 года был награждён орденом Славы 2-й степени.
15 апреля того же года в ходе прорыва вражеской обороны в районе города Мускау (Польша) Василий Сюсюин вместе с солдатами разминировали несколько участков дороги и уничтожил пулемётный расчёт. На следующий день Сюсюкиным было установлено 15 противотанковых мин, позднее на одной из этих мин подорвался вражеский танк, и контратака противника была отражена. В ходе отражения другой контратаки противника Василий Сюсюкин заменил выбывшего из строя командира стрелковой роты и поднял роту в атаку. В итоге контратака была отражена и противник понёс большие потери. 27 июня 1945 года Василий Сюсюкин был награждён орденом Славы 1-й степени, став полным кавалером ордена Славы.
Демобилизовался в ноябре 1946 года в звании старшины. После демобилизации жил в Сталинграде (с 1961 года город называется Волгоградом), где работал слесарем на судостроительном заводе. Скончался 25 июня 1995 года и был похоронен на кладбище Красноармейского района Волгограда.

## Награды
Василий Иванович Сюсюкин был награжден следующими наградами:
- Орден Отечественной войны 1-й степени (11 марта 1985)[1][2][3];
- Орден Красной Звезды (6 мая 1944)[1][2][4];
- Орден Славы 1-й степени (29 июня 1945 — № 1615)[1][2][5];
- Орден Славы 2-й степени (3 февраля 1945— № 12170)[1][2][6];
- Орден Славы 3-й степени (21 марта 1944 — № 44383)[1][2][7];
- Медаль «За отвагу» (3 августа 1943)[1][2][8];
- Медаль «За боевые заслуги» (31 декабря 1942)[1][2][9];
- так же ряд прочих медалей[1][2].